# مازن المبارك
مازن المبارك (ولد 1349 هـ / 1930 م) من علماء العربية، وشيوخ النحاة في سورية، عضو مجمع اللغة العربية بدمشق، ودرَّس في جامعة دمشق وجامعة الرياض والجامعة اللبنانية. وهو ابن العلامة عبد القادر المبارك، وشقيق الأستاذ محمد المبارك.

## ولادته ونشأته
ولد مازن بن عبد القادر، بن محمد المبارك، بن محمد المبارك، بن محمد الدلسي القَيرواني، في دمشق، يوم الجمعة 8 رجب 1349هـ الموافق 28 نوفمبر (تشرين الثاني) 1930م. في أسرة علمية، هاجر جدُّها الشيخ محمد المبارك الدلسي من الجزائر مع الأمير عبد القادر الجزائري بعد عام 1270هـ/ 1854م، وسكن دمشق. وهو ابن العالم اللغوي الكبير الشيخ عبد القادر المبارك العضو المؤسِّس في المجمع العلمي العربي (مجمع اللغة العربية). وشقيقه الأكبر الأستاذ محمد المبارك العالم الوزير.
حصل مازن من جامعة دمشق على إجازة في الآداب، وأهلية التعليم الثانوي، ومن زملاء دفعته فيها وأوثق أصحابه به صلة الدكتور عبد الكريم الأشتر، والأستاذ عاصم بهجة البَيطار. ثم حصل من جامعة القاهرة على شهادتي الماجستير والدكتوراه في الآداب.
وأفرد تلميذُه الدكتور أحمد محمد قدور سيرته في كتاب بعنوان (مازن المبارك: جهوده العلمية وجهاده في سبيل العربية)، صدر عن دار الفكر بدمشق، عام 1430هـ/ 2009م.

## عمله ومناصبه
- رئيس قسم اللغة العربية في كلية الدراسات الإسلامية والعربية بجامعة دبي.
- رئيس قسم اللغة العربية في جامعة قطر.
- عضو جمعية البحوث والدراسات.
- عضو عامل في مجمع اللغة العربية بدمشق عام 2002.
- والآن في دمشق يعمل مدرسًا في معهد الشام العالي.

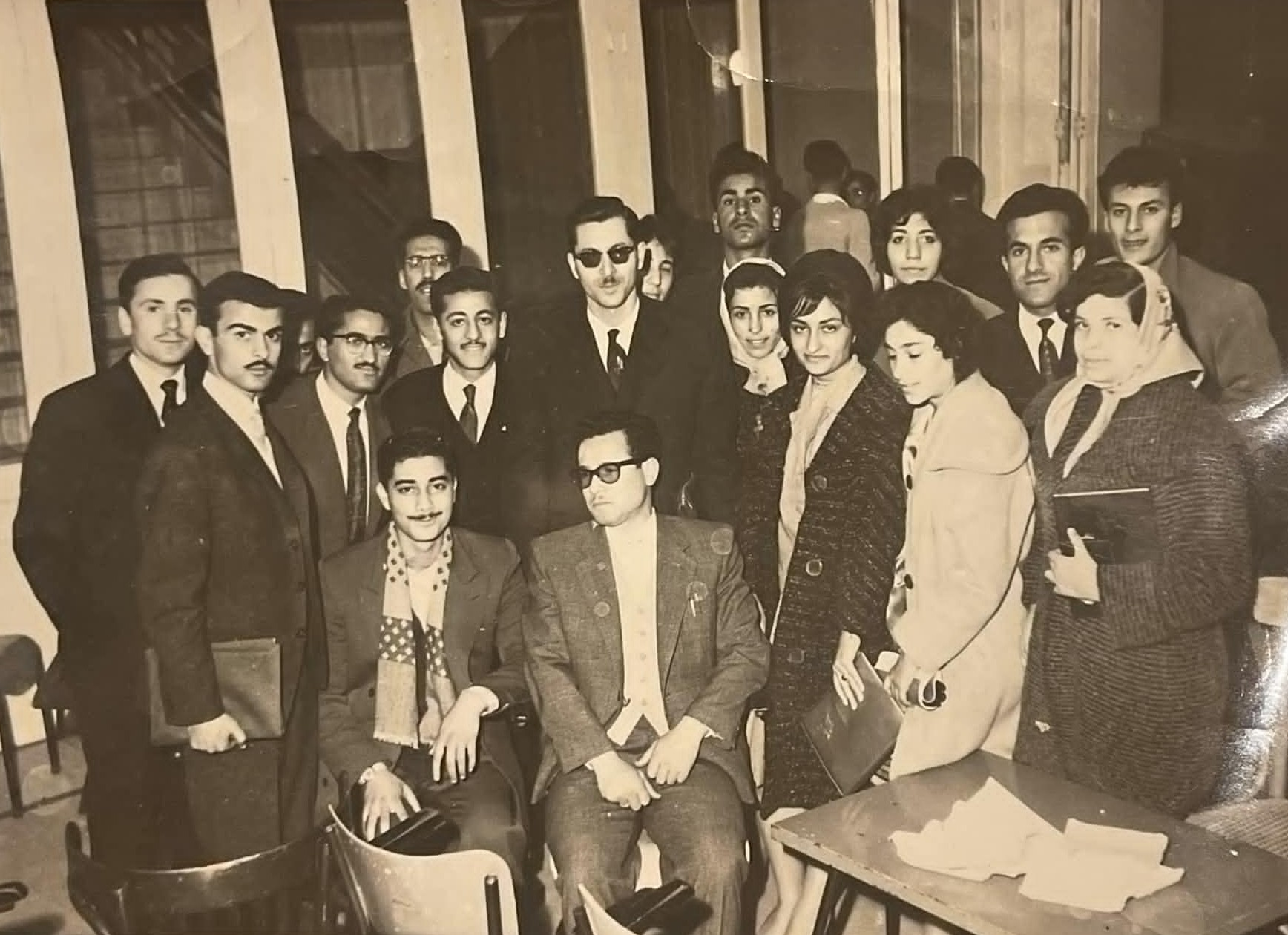
مازن المبارك واقفًا في الوسط بين طلابه وطالباته في كلِّية الآداب بجامعة دمشق عام 1961، وفي أقصى اليسار الأديب المحقق محمد كمال، وأمامه المذيع ماجد الشبل أحد روَّاد الإعلام السوري ثم السعودي.
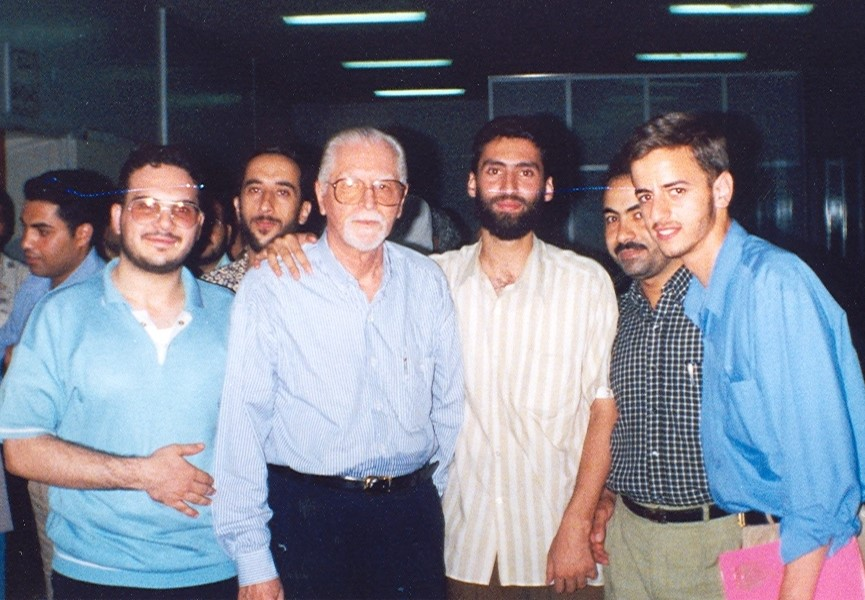
مازن المبارك في الوسط، في كلِّية الآداب بجامعة دمشق عام 2000، وعن يمينه حسام حميدان، وعن يساره أيمن ذو الغنى، والمهندس عماد أبو سعدة، وعبد الرحمن حرش، وفي الخلف أحمد صوَّان.

## آثاره العلمية

#### في التأليف
1. الزجاجي، حياته وآثاره ومذهبه النحوي، له طبعتان صدرتا في دمشق: الأولى سنة 1960م،[4] والثانية عن دار الفكر سنة 1984م.[5]
2. الرماني النحوي في ضوء شرحه لكتاب سيبويه، له عدة طبعات: الأولى عن جامعة دمشق سنة 1963م،[6] والثانية عن دار الكتاب اللبناني ببيروت سنة 1972م، والثالثة عن داري الفكر المعاصر ببيروت والفكر بدمشق سنة 1995م.
3. النحو العربي- ط1- دار الفكر- دمشق 1965. ط2- دار الفكر- بيروت 1971. ط3- دار الفكر- بيروت 1981.
4. النصوص اللغوية- ط1- دار الفكر- دمشق 1967. ط2- دار الفكر- دمشق.
5. الموجز في تاريخ البلاغة- ط1- دار الفكر- دمشق 1968. ط2- دار الفكر- دمشق 1980.
6. نحو وعي لغوي- ط1- مكتبة الفارابي- دمشق 1970. ط2- مؤسسة الرسالة- بيروت 1979.
7. اللغة العربية في التعليم العالي والبحث العلمي- مؤسسة الرسالة ودار النفائس- بيروت 1973.

#### في التحقيق
1. الإيضاح في علل النحو للزَّجاجي- ط1- دار العروبة- القاهرة 1959. ط2- دار النفائس- بيروت 1973.
2. مغني اللبيب لابن هشام (بالاشتراك مع الأستاذ محمد علي حمد الله ، بإشراف أستاذهم سعيد الأفغاني)- طُبع في دار الفكر بدمشق وبيروت طبعات كثيرة ط1- 1964،[7] ط2- 1969. ط3- 1972. ط5- 1979.[8]
3. كتاب اللامات للزجَّاجي- مجمع اللغة العربية- دمشق 1969. ط2- دار الفكر- دمشق 1985.
4. المباحث المُرْضِيَة المتعلقة بمَن الشرطية لابن هشام- ابن كثير- دمشق 1987.
5. المقتضَب لابن جني- ابن كثير- دمشق 1988.
6. الألفاظ المهموزة لابن جني- دار الفكر- دمشق 1988.
7. عقود الهمز لابن جني- دار الفكر- دمشق 1988.

#### المقالات المحكمة
1. "الزجاجي حياته وآثاره ومذهبه النحوي من خلال كتابه الإيضاح"، نُشرت في مجمع اللغة العربية بدمشق على 5 أجزاء بين عامي 1959م و1960م.[9]

#### مقدِّماته
قدَّم للعديد من المؤلفات والتحقيقات المنشورة منها:
1. أعيان العصر وأعوان النصر، لصلاح الدين الصفدي.
2. إعلام السائلين عن كتب سيد المرسلين، لابن طولون.
3. المصباح في النحو، للمطرِّزي.

## الملاحظات
1. ↑  ورد في "موسوعة الأسر الدمشقية" للصواف 3/ 370 أنه ولد عام 1352هـ/ 1933م، وهو خطأ! صوابه 1349هـ/ 1930م.